# Turbina tornado
Turbina typu tornado (ang. Tornado Type Wind Turbines – TTWT) – turbina wiatrowa o pionowej osi obrotu (ang. vertical-axis wind turbine, VAWT), w której strumień powietrza jest formowany w wir, który napędza łopatki turbiny. Nazwa tornado odnosi się do podobieństwa ruchu powietrza do ruchu powietrza w tornado.

## Budowa i zasada działania
Turbina typu tornado otoczona jest odpowiednio sprofilowaną obudową. Jej zadaniem jest ukierunkowanie ruchu wchodzącego powietrza. Według twórców urządzania ma to minimalizować szkodliwe turbulencje zmniejszające wydajność konwersji energii wiatru w energię mechaniczną. Obudowa – w zależności od typu – może mieć przekrój ślimaka albo ułożonych wokół wirnika łopatek. Drugim rodzajem jest turbina z wlotem powietrza od dołu i turbina osiowa umieszczona w pionowej rurze. Wirnik turbiny wymusza pionowy prąd powietrza, który tworzy wir o niższym ciśnieniu w środku turbiny uciekający w górę. Turbiny typu tornado można podzielić na dwa typy:
- Turbina TWES (TWECS) (ang. Tornado Wind Energy (Conversion) System), gdzie wirnikiem było śmigło umieszczone poniżej podstawy. Prąd powietrza atakujący wieżę TWES z boku jest rozdzielany na dwa strumienie. Pierwszy strumień przy użyciu odpowiedniej podstawy jest zasysany dołem poprzez niskie ciśnienie do środka turbiny gdzie jest wypychany wirnikiem do góry. Drugi prąd powietrza, wnikając do turbiny z boku poprzez strukturę obudowy, łączy się z pierwszym strumieniem wznoszącym, tworząc wir. Spiralny wir powietrza wydostający się górą po spotkaniu wyższego ciśnienia atmosferycznego nie ulega zniszczeniu (z powodu innego ciśnienia i temperatury) i zostaje łatwo wygięty przez wiatr boczny, pozostając w pewnej odległości od wieży dzięki czemu nie zakłóca jej pracy.
- turbina VWG (ang. Vortex Wind Generator), gdzie wirnik zbudowany jest z cienkich, lekkich ścianek i ma kształt ściętej jednopowłokowej hiperboloidy zwężającej się ku górze. W turbinie VWG powietrze jest zasysane do wlotu dookolnego pośrodku wysokości wieży. Powietrze jest zasysane dalej od gruntu, zatem do wirnika wlatuje szybszy wiatr, bez turbulencji obecnych przy ziemi. W turbinie VWG wirnik ewakuujący powietrze z turbiny może być oddzielony od dolnego wirnika zasysającego powietrze i mieć inną prędkość obrotową.

## Historia rozwoju
Patent na turbinę TWES zgłoszono w 1975 r., patent ten wygasł w 2020 r. Turbina została opisana w „Journal of Fluids Engineering” w 1978 r.
Według twórców urządzania, moc turbiny (w idealnym przypadku, bez szkodliwych wirów) jest proporcjonalna do produktu strumienia powietrza wchodzącego do wieży i spadku ciśnienia strumienia w obrębie turbiny. Strumień powietrza jest zaś liniowo proporcjonalny do prędkości wzdłuż pionowej osi wewnątrz turbiny. Ponieważ prędkość wewnętrznego pionowego prądu powietrza (wymuszonego wirnikiem, którego łopaty mają prędkość parę razy szybszą niż prędkość wiatru) jest parokrotnie większa niż nadchodzącego wiatru bocznego to moc wyjściowa osiągana z takiej turbiny powinna być większa niż ze zwykłej turbiny wiatrowej. Badania teoretyczne oraz w kanale powietrznym przeprowadzone w latach 1982–1983 wykazały wydajność zaledwie 40%. Straty w konwersji energii spowodowane były istnieniem szkodliwych wirów. Turbiny TWES z racji małej wydajności straciły na znaczeniu.
W 2004 r. została opatentowana pod numerem US2004240984 konstrukcja Vortex Wind Generator (VWG) wykonany przez zespół pod kierownictwem Gennady Kiknadze, który, według autorów zgłoszenia, minimalizuje turbulencje wewnątrz i na zewnątrz wieży poprzez zoptymalizowanie kształtu wirnika i obudowy, tak aby zapobiegać powstawaniu wtórnych, szkodliwych wirów i jednocześnie tak, aby generować wtórne wiry polepszające wydajność konwersji. Wydajność generatora nie została dotąd zweryfikowana.

## Potencjalne zastosowanie
Turbiny VWG mogą pracować nawet tam gdzie prędkość wiatru jest rzędu 2–7 m/s. Patent WO2004083628 sugeruje ich zastosowanie również jako urządzeń wentylacyjnych do podziemnych infrastruktur, np. kopalni.
W wyniku możliwości osłonięcia obudową łopat wirnika ich eksploatacja wydaje się bardziej bezpieczna dla zwierząt i ludzi w porównaniu do tradycyjnych turbin z wielkimi odsłoniętymi łopatami.

## Numery patentowe zbliżonych urządzeń
- US4309146
- RU2242635
- US6119987
- US4076454